# Simca
Simca (acronyme de « Société industrielle de mécanique et carrosserie automobile ») est, à l'origine, une firme automobile franco-italienne, créée par Fiat pour produire en France des véhicules fabriqués sous licence, vendus sous la marque Simca-Fiat de 1935 à 1938, puis sous la seule marque Simca.
Ce procédé permet à Fiat de vendre ses modèles sur le territoire français, sans payer de taxes d'importations ni de droits de douane, car Simca est alors une entreprise basée en France et parce qu'il n'existe pas, à cette époque, de politique de libre-échange entre les deux pays.
La marque est créée juridiquement le 2 novembre 1934. Sa production démarre le 1er juillet 1935.
Simca absorbe Ford SAF en décembre 1954. La firme hérite d'une grande usine moderne à Poissy, qu'elle agrandit considérablement, et d'une gamme de modèles à moteurs V8 avec une esthétique américaine : les Ford Vedette, déclinées en diverses finitions et variantes de carrosseries, renommées Simca Vedette (Versailles, Trianon, Régence, Marly, puis Beaulieu, Chambord, Présidence et Ariane en bas de gamme).
Les Simca connaissent ensuite un grand succès fondé sur leur accessibilité à la classe moyenne française, comme l'Ariane, l'Aronde, l'Étoile 6, la P 60, la Simca 1000 (qui éclipse la Renault Dauphine et connaît seize ans de succès).
La marque est reprise successivement par Chrysler, puis par Peugeot qui, en 1979, renomme Simca et les marques britanniques de l'ancien groupe Rootes en Talbot (nom attribué à une marque de voitures de sport et de luxe de l'entre-deux-guerres, rachetée par Simca en 1958 et disparue en 1960) au motif que celle-ci dispose d'une bonne image tant en France qu'au Royaume-Uni. En fait, elle évoque surtout des souvenirs à ceux qui ont joué avec la miniature Talbot-Lago T26C de course de Dinky Toys dans les années 1950.
Ce choix peut paraître logique dans la mesure où le nom de Simca est quasiment inconnu outre-Manche. Mais les marques de l'ancien groupe Rootes que Talbot vient d'acheter, dont Sunbeam notamment, sont davantage connues en France. C'est d'ailleurs une Talbot Sunbeam et non une Talbot qui est championne du monde des rallyes en 1981. Cette confusion d'appellations se révélera être, avec le recul, une erreur stratégique majeure. De plus, les modèles produits ensuite ne reflètent pas l'ancienne image de luxe et sportive. Tout cela entraîne la disparition de la firme, six ans plus tard.
La marque Simca fait aujourd'hui partie du patrimoine commun du groupe Stellantis, unissant Fiat, Chrysler et PSA Peugeot Citroën, propriétaires respectifs de Simca.

## Historique

### Au début la SAFAF
L'histoire de Simca débute avec Ernest Loste, un ancien coureur cycliste de talent qui, pour sa reconversion, décide d'ouvrir un garage automobile à Paris. En 1907, il devient distributeur exclusif des automobiles Fiat pour la France. Après la Première Guerre mondiale, ses affaires deviennent si florissantes que la maison mère italienne commence à juger que le fait de laisser une petite officine française distribuer ses produits n'est plus concevable.
En 1926 est créée la Safaf (Société anonyme française des automobiles Fiat), filiale française de Fiat-Italie chargée d'assurer la distribution de ses voitures dans l'Hexagone. Ernest Loste est nommé président de la société, mais il n'est qu'un actionnaire minoritaire, les associés italiens de Fiat détenant l'essentiel du capital. Fiat impose à Loste un jeune directeur turinois de 28 ans, autant prometteur qu'ambitieux, Enrico Teodoro Pigozzi, qui a pour mission d'organiser le réseau de vente français.
En 1929, la crise économique mondiale provoque le recul de la production industrielle mondiale et le repli sur elles-mêmes de l'ensemble des nations. Dans un souci de protectionnisme, les droits de douane sont considérablement accrus : face aux productions françaises, les automobiles Fiat ne sont plus du tout concurrentielles. Les barrières douanières étant devenues trop fortes et l'assemblage de voitures à partir de pièces d'importation n'étant plus possible, Pigozzi — qui a francisé ses prénoms en Henri Théodore — réussit alors à convaincre les actionnaires de Fiat de produire leurs automobiles directement en France.
En 1932, la Safaf, tout en gardant le même acronyme, devient alors la « Société anonyme française pour la fabrication en France des automobiles Fiat ». Pigozzi se heurte à un grave problème, car il ne s'agit pas simplement d'assembler des pièces venues d'Italie, mais de véritablement fabriquer les pièces sur place et de monter les véhicules. En l'absence d'usine Safaf, Pigozzi met sur pied une nébuleuse de petits sous-traitants qui produisent les pièces à partir des plans italiens tandis que l'atelier de Suresnes est chargé de l'assemblage des automobiles.
En 1932, Fiat présente en Italie sa nouvelle Fiat 508 Balilla rebaptisée 6 CV en France. Les premières 6 CV Safaf portent, sur la calandre, la mention « fabriqué à 80 % en France » puis « fabrication française ». Ces voitures se reconnaissent à leur calandre droite et disposent de trois vitesses. En  avril 1934, quelques mois après Fiat en Italie, la Safaf présente la nouvelle version de la 6 CV, équipée d'une boîte à quatre vitesses dont la nouvelle ligne sacrifie à la mode « aérodynamique ».

#### L'usine de Nanterre
La 6 CV connaît un vif succès en France, ce qui conduit à une évidence : il devient désormais indispensable de fabriquer les voitures à grande échelle dans une véritable usine et non pas de manière irrationnelle éparpillée chez une constellation de sous-traitants. Le 2 novembre 1934, la Société industrielle de mécanique et carrosserie automobile (Simca) — une entreprise au capital de huit millions de francs, cent pour cent française, dont tous les actionnaires sont français (Fiat étant dissimulé derrière cette façade française) et dont le fondateur officiellement désigné dans les statuts est le comte « Henri Amaury de Jacquelot du Boisrouvray » — est créée dans le but d'acheter la très moderne usine Donnet de Nanterre,,, ce constructeur étant en faillite.
Simca rachète Donnet en 1935. L'usine est entièrement réaménagée par des spécialistes italiens de Fiat. Le 28 juin 1935, ceux qui dirigeront la nouvelle firme Simca sont cooptés par les actionnaires fondateurs. Il s'agit de Roger Fighiéra, nommé président et de Henri Pigozzi, nommé directeur général. Le 1er juillet 1935, l'usine entre en production et les toutes premières Simca-Fiat sortent de la chaîne, tandis que la Safaf est englobée dans Simca.
Sur l'écusson des Fiat françaises apparaît, pour la première fois en juillet 1935, le nom Simca en diagonale sur le logo Fiat.
La gamme Simca-Fiat comporte alors deux modèles qui sont des reproductions des modèles Fiat italiens : la Simca-Fiat 6 CV, clone de la Fiat 508 Balilla dont la production commence à Nanterre en 1937, et la Simca-Fiat 11 CV, clone de la Fiat 518 Ardita.
En 1936, Simca présente la Simca 5, clone de la Fiat 500 Topolino qui rencontre rapidement un franc succès auprès de la clientèle hexagonale (la Simca 5 est même dévoilée en France avant la Fiat 500 en Italie), bien que les manifestations du Front populaire en perturbent la mise en production.
La 6 CV simple, économique, se vend bien en 1937 malgré l'atmosphère de crise croissante. Son prix de base de 17 500 francs correspond à dix mois de salaire d'un ouvrier qualifié. La 11 CV, de présentation luxueuse, coûte, elle, 33 000 francs. En 1938, la Simca 8, clone de la Fiat 508 C Nuova Balilla, prend la relève de la 6 CV vieillissante qui reste quelques mois au catalogue dans la version fourgonnette 300 kg. La 11 CV disparaît également du catalogue.

#### Nouvelle image
Les techniques modernes de fabrication, de promotion et de gestion des automobiles permettent à Simca de devenir très vite le quatrième constructeur français.
À la mi-1938, un nouvel écusson orné d'une hirondelle — symbolisant le slogan de ses voitures : « un appétit d'oiseau » — devient l'emblème de la marque, tandis que toute allusion à la société mère Fiat est prudemment escamotée, l'hostilité des communistes français envers l'Italie fasciste ayant pris de l'ampleur en France avec l'arrivée au pouvoir du Front populaire.

#### Occupation allemande
La Seconde Guerre mondiale survient en 1939, et l'activité automobile est en partie gelée. En partie seulement, car le commandement de l'armée allemande et ses dirigeants veulent que toutes les entreprises françaises participent à l'effort de guerre, notamment pour produire des véhicules destinés au front russe. Chaque usine se voit affecter un administrateur désigné par l'occupant. Mais Fiat, firme dont le pays, l'Italie, est allié de l'Allemagne, réussit à obtenir que l'administrateur de Simca soit l'un des directeurs de Fiat-Allemagne.
De ce fait, l'usine de Nanterre va continuer à produire des véhicules civils pendant encore trois ans, contrairement aux usines Citroën, Peugeot, Renault et Ford qui se retrouvent contraintes à fabriquer du matériel militaire pour l'armée allemande.
En 1943, les premiers revers de l'armée allemande conduisent à la cessation du traitement de faveur dont jouissait Simca. L'usine est affectée à la maintenance des véhicules militaires et à diverses fabrications pour l'occupant, surtout des éléments mécaniques pour les moto-chenilles Kettenkraftrad NSU (filiale allemande de Fiat).

### L'apogée

#### Révolution nationale
En 1942, Simca est intégrée dans la Générale française automobile (GFA) en compagnie de Delahaye-Delage, Unic, Laffly et Bernard, avec pour objectif de rationaliser la fabrication automobile. À la Libération, la fabrication reprend progressivement, d'autant plus que l'usine a échappé aux bombardements.
Le président de la Chambre syndicale des constructeurs automobiles, Charles Petiet, remet Simca sur les rails grâce à l'appui du ministre de la Production industrielle d'alors et, en échange, l'entreprise s’engage à fabriquer l'AFG mise au point par l'ingénieur de génie Jean-Albert Grégoire qui est nommé directeur général technique en octobre 1944.
Un premier prototype de la Simca-Grégoire, présentant des traits communs avec la future Panhard Dyna X est réalisé en 1945. Un second, plus proche esthétiquement de la future Peugeot 203 et que Simca devait produire, suivant ainsi les directives du plan Pons, est présenté en 1946. Malheureusement pour Grégoire, Henri Théodore Pigozzi, qui s'est fait discret à la suite de ses accointances avec les occupants allemands, réussit à faire capoter ce projet et reprend la direction de l'entreprise. Simca échappe alors à la nationalisation et aux contraintes du gouvernement.

#### Retour de Fiat
La production redémarre avec la Simca 5 et la Simca 8.
La Simca 6, évolution de la 5, est lancée en 1947, mais ne rencontre que peu de succès face à la vive concurrence de la 4 CV de la nouvelle Régie Renault nationalisée, vendue moins cher (prix imposé par le gouvernement) et offrant non seulement quatre vraies places, mais aussi quatre portes.
La Simca 8, qui est la remise en fabrication de la Simca-Fiat 6cv, avec un moteur dont l’alésage est augmenté dès 1950, est produite sur les chaînes de Nanterre à 113 165 exemplaires.
Fiat et Simca — grâce à l'aide américaine de reconstruction de l'Europe de l'ouest du plan Marshall — étudient en commun le projet d'une nouvelle voiture moderne de classe moyenne qui se concrétisera au printemps 1950 par le lancement de la Fiat 1400, et, au printemps 1951, par celui de sa demi-sœur, la Simca 9 Aronde, qui sera présentée par Fighiéra et Pigozzi comme la première « véritable » Simca au motif que sa carrosserie et son moteur sont différents de ceux de la Fiat 1400.
L'Aronde, équipée de l'excellent moteur Fiat 108 C et ses dérivés, est un franc succès, ce qui permet à Simca de dégager d'importants bénéfices. En 1954, Fighiéra part à la retraite à l'âge de 79 ans. Il est nommé président d'honneur. Pigozzi est nommé président-directeur général de l'entreprise tandis que Simca, en mal d'agrandissement (son usine de Nanterre étant saturée par le succès de l'Aronde), commence à convoiter la filiale française de Ford : Ford SAF (Ford société anonyme française). Les modèles Vedette et Comète de Ford SAF se vendent mal avec leur V8 très gourmand en carburant. Ils sont de plus peu adaptés au marché français sur lequel les grosses cylindrées sont lourdement taxées.

#### Usine de Poissy
Dès 1952, Henry Ford II songe à se débarrasser de son usine de Poissy, qui a du mal à écouler sa production et qui est sujette à des grèves récurrentes très dures qui l'effrayent. En plein maccarthysme aux États-Unis, il craint que le Parti communiste français et les communistes prennent le pouvoir en France. Mais, surtout, Ford SAF n'est plus rentable du fait de la gestion calamiteuse de son dirigeant François Lehideux qui a été embauché par Ford à l'après-guerre, sans doute en partie pour son passé de « casseur de grèves » chez Renault avant-guerre et pour ses responsabilités et contacts au sein du comité de planification de la production automobile pendant la guerre, sous le gouvernement de Vichy.
François Lehideux a en effet jugé bon d'ordonner sans rien dire au siège à Dearborn le développement de deux modèles de luxe qui ne sont pas du tout en phase avec le plan stratégique de Ford en Europe, ce qui a causé la colère d'Henry Ford. Simca se porte donc acquéreur de Ford SAF, dont l'usine de Poissy lui permet d'accroître considérablement sa capacité de production et hérite de la berline à moteur V8 dont la carrosserie est redessinée pour créer la Simca Vedette, déclinée en plusieurs versions.
En 1955, Simca acquiert également la société Unic à Suresnes qui construit des poids lourds. Puis, toujours avec l'aide de Fiat, Pigozzi crée la Someca pour la fabrication de matériel agricole, tracteurs notamment. Les sociétés Unic et Someca sont regroupées dans Simca Industries. Ainsi, Simca devient — un temps — le premier constructeur français privé derrière l'entreprise d'État qu'est la Régie Renault.

### L'usine de La Rochelle Périgny
Le 19 janvier 1967, le Premier ministre Georges Pompidou inaugure l'usine de fabrication de pièces mécaniques au lieu-dit Les Quatre Chevaliers à Périgny, village proche de La Rochelle. Cette usine, ouverte en septembre 1965, fabrique des amortisseurs, corps de pompe à eau, poussoirs, tambours de freins... Le site emploie jusqu'à trois mille salariés et fonctionne pendant trente ans après être passée dans le giron de Peugeot-Talbot.

### Des grandes aux petites cylindrées
Le rachat de Ford SAF ouvre à Simca une forte opportunité : celle d'acquérir une grande usine à Poissy pour son développement, mais aussi d'acquérir une seconde gamme évoquant, à l'échelle européenne, les ostentatoires voitures américaines d'alors, car Simca découvre dans la « corbeille de mariée », une toute nouvelle Vedette provenant des bureaux de chez Ford USA, toujours animée par le moteur à huit cylindres en V à soupapes latérales caractéristiques des modèles de Ford SAF.
Cette nouvelle Simca Vedette se décline en quatre versions selon la finition croissante : Trianon, Versailles, Régence et Marly (break). En 1958, elles seront redessinées et prendront les noms de Beaulieu, Chambord et Présidence. Les concurrentes des Simca Vedette sont les Citroën DS 19 et Citroën ID 19, techniquement très en avance, utilisant la traction avec des lignes visant davantage le futurisme que le prestige, et les Peugeot 403, puis Peugeot 404, se positionnant plutôt sur le créneau d'une gamme traditionnelle sans prétention particulière. Ces trois niches s'adressant à des profils de clients bien différents, la concurrence n'est de ce fait pas trop féroce, d'autant que la France s'enrichit et que la concurrence étrangère est pénalisée par des droits de douane élevés.
La pénurie pétrolière provoquée par la crise de Suez et l'apparition de la fameuse vignette automobile surtaxant les voitures de plus de 10 chevaux fiscaux, signera la fin des Simca Vedette au moteur V8 et donnera naissance à l'Ariane, résultat d'un mariage de raison : celui d'une carrosserie lourde de Simca Vedette (finition Trianon), animée par le fringant mais trop faible moteur 7 CV de l'Aronde.

### La vente à Chrysler
En 1958, le constructeur américain Chrysler devient actionnaire à 25 % de Simca en rachetant les 15 % du capital appartenant encore à Ford Motor Company et en prenant 10 % supplémentaires. Simca fabrique alors 200 000 voitures par an et, toujours en manque de place, rachète le constructeur Talbot pour son usine de Suresnes.
En 1961, les dollars américains permettent à Pigozzi de lancer un nouveau projet — étudié chez Fiat — : la Simca 1000. Les solutions techniques, dérivées de la Fiat 850, sont similaires à celles de la Renault R8 avec un petit quatre cylindres placé en porte-à-faux arrière dans une carrosserie cubique à trois volumes. Les modèles de présérie de la 1000 sortent des chaînes de Poissy en juillet 1961 et elle est présentée au Salon de l'automobile de Paris en septembre. La Simca 1000 rencontre un long succès qui durera jusqu'en 1978, tandis que la gamme Vedette est arrêtée.
La participation de Chrysler passe à 63 % en décembre 1962 avec la vente de la majorité des actions détenues par Fiat qui, avec les facilités du marché commun, souhaite maintenant se séparer de Simca pour créer sa propre filiale française. Pigozzi est limogé sans ménagement quelques mois plus tard lorsque les Américains s'aperçoivent que la transaction ne comprend pas Simca Industries qui regroupe diverses infrastructures et marques indispensables à la bonne marche de Simca Automobiles.
Pigozzi se replie avec amertume chez Simca Industries, dont il est également le président-directeur général. À sa mort prématurée, un peu plus d'un an plus tard (il ne s’est jamais remis de son éviction de Simca Automobiles), il est remplacé par Umberto Agnelli qui rebaptise Simca Industries en Fiat France Société anonyme (FFSA). Il crée en fait, ainsi, à nouveau, la filiale française de Fiat. De la Safaf de 1928 à la FFSA de 1964, Fiat a bouclé la boucle autour du protectionnisme français avec Simca.
En 1963, Georges Héreil, ex-patron de Sud-Aviation (le constructeur des avions Caravelle) devient le nouveau président-directeur général de Simca et doit batailler ferme face à sa direction américaine pour défendre le projet de la nouvelle Simca 1100 (projet ébauché par Pigozzi à partir d'une étude Fiat qui sera commercialisée par sa filiale laboratoire Autobianchi sous le nom de Primula). Les dirigeants ne veulent en effet pas engager d'argent pour étudier un nouveau véhicule alors que certains modèles de la gamme Chrysler pourraient être mis sur le marché français. Finalement, Héreil obtient gain de cause et la Simca 1100 (avec hayon arrière et traction à moteur transversal) est lancée en 1967 : c'est un nouveau succès avec plus de deux millions d'exemplaires vendus jusqu'en 1981.
En juillet 1970, la société Simca est renommée Chrysler France, à la suite du rachat total par le constructeur américain du solde des actions encore détenues par Fiat. La marque commerciale Simca est cependant conservée sur les modèles jusqu'en 1980. Durant les années 1970, Chrysler Europe va négliger volontairement d'investir suffisamment dans l'évolution de ses mécaniques et de sa gamme, et va rapidement se retrouver à bout de souffle.

### La vente à Peugeot
En août 1978, Chrysler Europe est contraint, pour survivre, de se replier aux États-Unis et doit revendre l'ensemble de ses filiales européennes : Chrysler France (ex-Simca), Chrysler United Kingdom (ex-Groupe Rootes) et Chrysler España (ex-Barreiros). Elles sont reprises, sous la forte pression et avec l'aide du gouvernement français, par Peugeot SA.
Pour la première fois de son histoire, Simca devient 100 % française.
Moins d'un an plus tard, en juillet 1979, les administrateurs de PSA décident de faire disparaître le nom Simca et de le remplacer par Talbot pour les modèles 1980. Ce changement de nom est un cuisant échec. La marque Talbot disparaît en France, à peine six ans plus tard, mais perdurera deux ans de plus en Espagne. Au xxie siècle, l'usine de Poissy — ex-Ford SAF, ex-Simca, ex-Chrysler France, ex-Talbot — est toujours en pleine activité : elle produit des Peugeot, des Citroën et les nouvelles DS.

## Identité visuelle

Logos de Simca
Logo de 1934 à 1936.
Logo de 1936 à 1942.
Logo de 1942 à 1958.
Logo de 1958 à 1980.

## Quelques dates

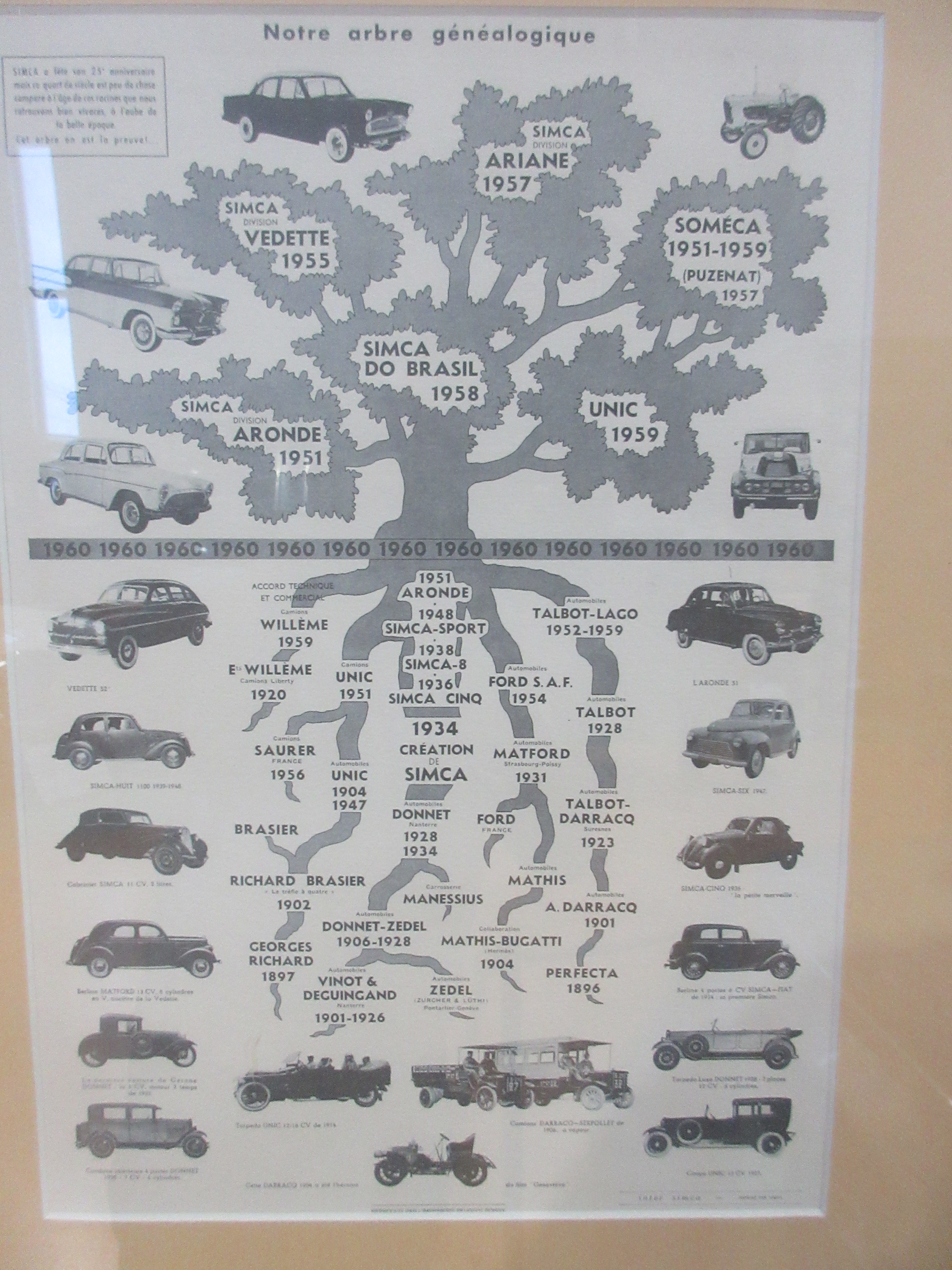
Arbre généalogique apocryphe de Simca réalisé par le service de publicité pour occulter l'origine Fiat mal appréciée après la guerre.

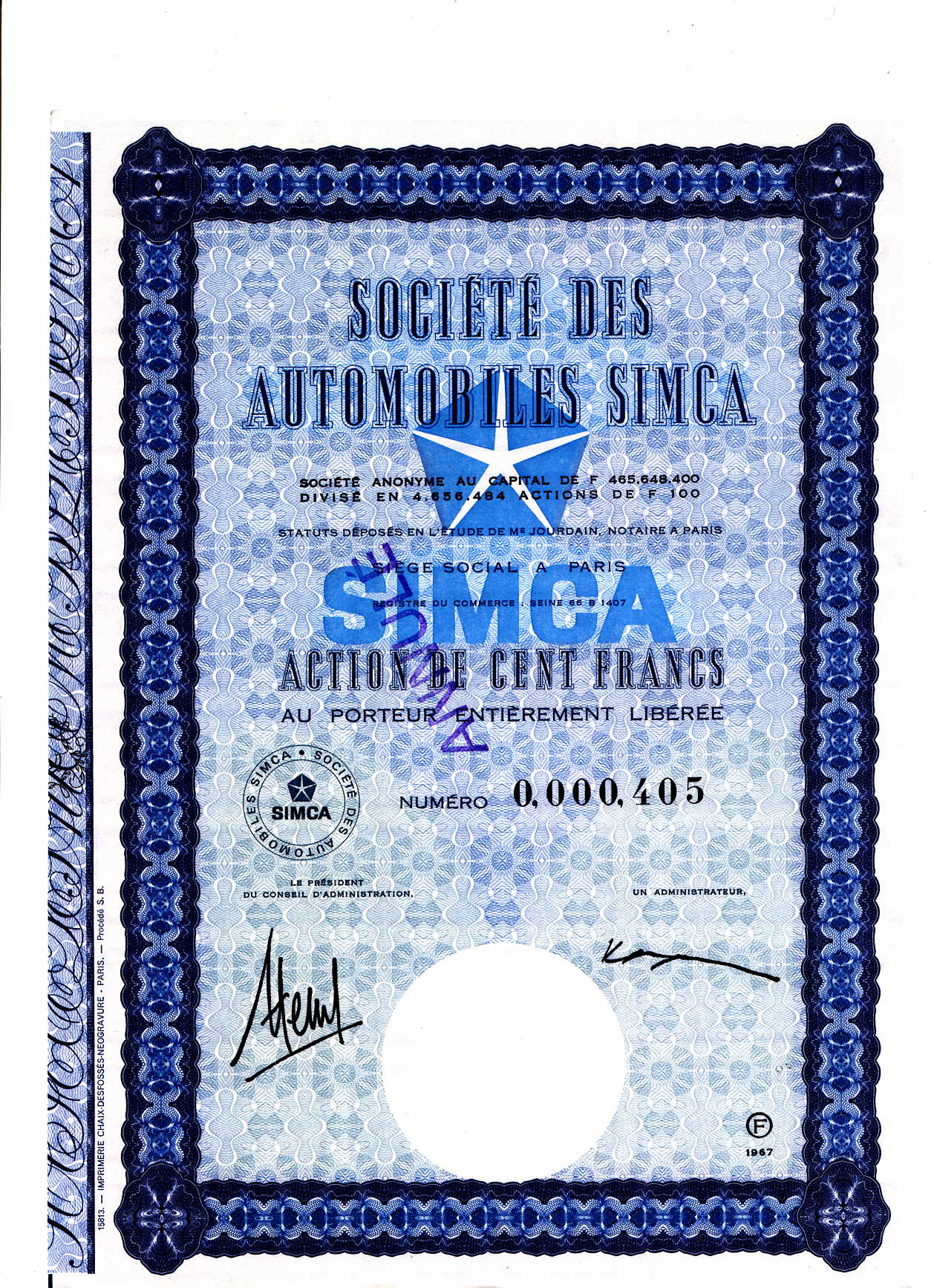
Action de la société Simca.

- 1907 : Ernest Loste crée le premier réseau de distribution Fiat pour la France.
- 1926 : création de la Safaf (Société anonyme française des automobiles Fiat), filiale française de Fiat chargée d'assurer la distribution des voitures Fiat dans tout l'hexagone.
- 1932 : la Safaf devient Société anonyme française pour la fabrication en France des automobiles Fiat.
- 1934 : création juridique le 2 novembre de la Société industrielle de mécanique et de carrosserie automobile Simca, par Fiat cachée derrière des actionnaires fondateurs obligatoirement tous français.
- 1935 : Simca rachète le constructeur Donnet et dispose enfin d'une usine moderne à Nanterre que Fiat réaménagera entièrement durant près de six mois sur le modèle de son usine du Lingotto.
- 1935 : le 28 juin, le conseil d'administration coopte Roger Fighiéra et Enrico Teodoro Pigozzi. Le lendemain, ils sont nommés respectivement président et directeur général à effet du 1er juillet 1935.
- 1935 : le 1er juillet est la date officielle du démarrage de l'usine et donc de la sortie des toutes premières Simca-Fiat. En réalité, il faudra trois jours de plus, soit le 4 juillet, pour que la sortie des toutes premières Simca-Fiat soit effective.
- 1942 : Simca est intégré dans la Générale française automobile (GFA) avec Delahaye-Delage, Unic, Laffly et camions Bernard.
- 1945 : la collaboration et l'origine italienne de la firme font peser sur Simca la menace d'une nationalisation qui est finalement évitée grâce à Roger Fighiéra et au baron Petiet.
- 1951 : lancement de l'Aronde, premier modèle original de Simca (mais étudié en collaboration avec Fiat qui a sorti un an plus tôt sa cousine en Italie : la Fiat 1400). Son succès est immédiat et installe confortablement la marque Simca, parmi les constructeurs importants de l'Hexagone. La même année, Simca rachète Unic constructeur de poids lourds.
- 1954 : Simca rachète la filiale française de Ford, Ford-SAF, qui reçoit en échange 15 % du capital de Simca. Fiat garde sa participation majoritaire d'origine. Le siège social déménage dans l'usine moderne de Poissy. Avec ce rachat, Simca récupère la gamme des modèles Vedette.
- 1956 : Simca rachète l'usine française de Saurer et la fusionne avec Unic pour former sa division Véhicules industriels baptisée Simca Industries. La gamme Saurer France reste en fabrication jusqu'en 1957.
- 1958 : Simca rachète le constructeur Talbot. Ford SAF vend sa participation de 15 % dans Simca à Chrysler. Fiat commence à se désengager de Simca.
- 1961 : lancement de la Simca 1000. Long succès qui durera jusqu'en 1978. En cours de négociation pour le rachat de Citroën et afin de ne pas être taxé de vouloir mettre la main sur l'industrie automobile française, Fiat se voit obligé de céder la majorité du capital à Chrysler et fonde une nouvelle filiale en France : la FFSA (Fiat France SA).
- 1965 : ouverture de l'usine de pièces détachées de La Rochelle Périgny, inaugurée par Pompidou en janvier 1967.
- 1967 : lancement de la Simca 1100. Succès qui terminera sa carrière en 1981 pour les versions familiales, et en 1985 pour les utilitaires.
- 1967 : lancement du « moteur Poissy » qui apparaîtra avec la Simca 1100.
- 1970 : Simca, qui avait été petit à petit phagocyté dans les années 1960 par Chrysler Europe, devient la société Chrysler France. Chrysler-Europe comprend aussi la marque espagnole Barreiros poids lourds et Simca España, ainsi que les marques britanniques de l'ancien Groupe Rootes : Hillman, Sunbeam, Humber, Singer, Karrier et Commer.
- 1978 : en difficulté financière, sous la pression du gouvernement français, Chrysler vend sa filiale Chrysler Europe à PSA Peugeot Citroën qui reçoit une aide substantielle.
- 1978 : Simca vend son usine de Périgny à Peugeot.
- 1979 : PSA change l'appellation Chrysler Europe en Talbot. Le nom de Simca est abandonné en juillet (la marque appartient toujours au groupe PSA).
- 1980 : sous le nom de Talbot, plusieurs modèles conçus par Simca continuent leur commercialisation, mais en continuelle baisse, jusqu'en 1986 : Horizon, 1510 et Solara (dérivées des 1307-1308-1309). Les seuls modèles lancés sous la marque Talbot sont la Samba (dérivée de la Peugeot 104), et la Tagora, qui fut un échec cuisant.
- 2004 : un musée Simca ouvre à Poissy[5] sur le centre technique PSA de Carrières-sous-Poissy.

## Les modèles

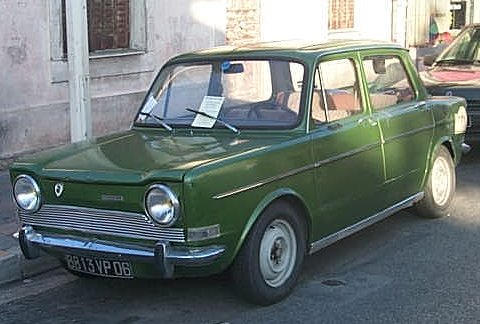
La Simca 1000.

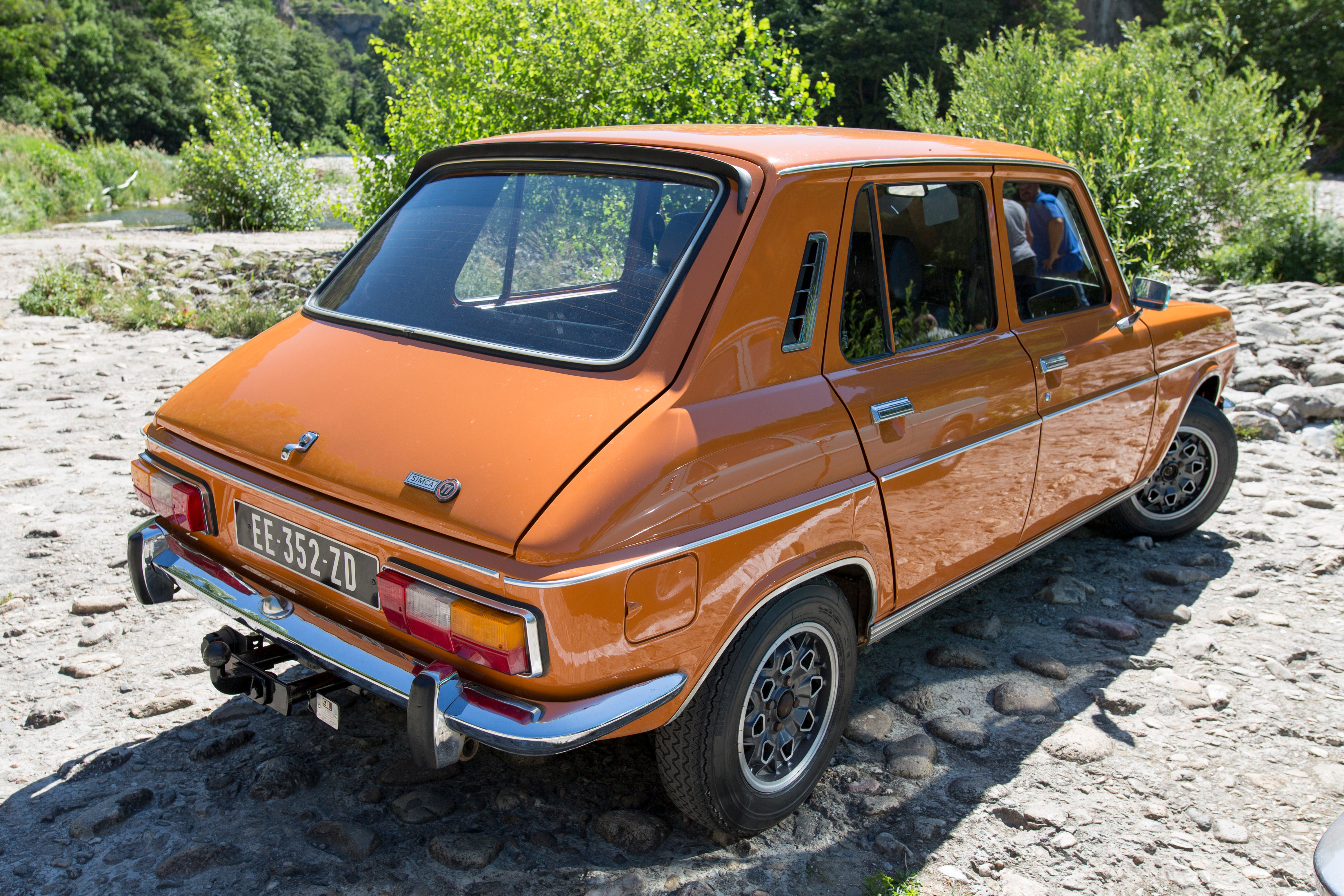
La Simca 1100 TI.

- Simca-Fiat 6 CV (1935), version française de la Fiat 508 Balilla.
- Simca-Fiat 11 CV (1935), version française de la Fiat 518 Ardita.
- Simca 5 (1936), version française de la Fiat 500 Topolino.
- Simca 6 (1947) - Modernisation de la Simca 5 : ligne « ponton » et moteur culbuté.
- Simca 8 (1938), version française de la Fiat 508C ou Fiat 1100 Nuova Balilla.
- Simca 9 Aronde (1951 à 1963) à moteur 1 221 cm3, puis Flash, puis Rush...
- Simca Sport/Week-End/Plein-Ciel/Océane (1949-1961). Carrossées par Facel-Métallon (devenu Facel SA en janvier 1953).
- Simca Aronde P60 (1959-1963)
- Simca Vedette (1955)
- Simca Trianon
- Simca Versailles
- Simca Régence
- Simca Marly (break)
- Simca Ariane (1957-1963)
- Simca Beaulieu
- Simca Chambord
- Simca Présidence
- Simca 1000 (1961-1978)
- Simca 1300 / 1500 (1963-1966)
- Simca 1301 / 1501 (1966-1976)
- Simca 1100 (1967-1981)
- Simca 1200 S (1967-1971)
- Simca-Chrysler 160 / 180 / 2 litres / 1610 (1970-1980)
- Matra-Simca Bagheera (1973-1980)
- Simca-Chrysler 1307 / 1308 / 1309 (1975-1979), élue voiture de l'année 1976.
- Matra-Simca Rancho (1977-1984), SUV sur base de Simca 1100.
- Simca-Chrysler Horizon (1978-1985), élue voiture de l'année 1979, fabriquée également aux États-Unis (avec des mécaniques différentes) sous les noms de Dodge Omni et de Plymouth Horizon jusqu'en 1990.

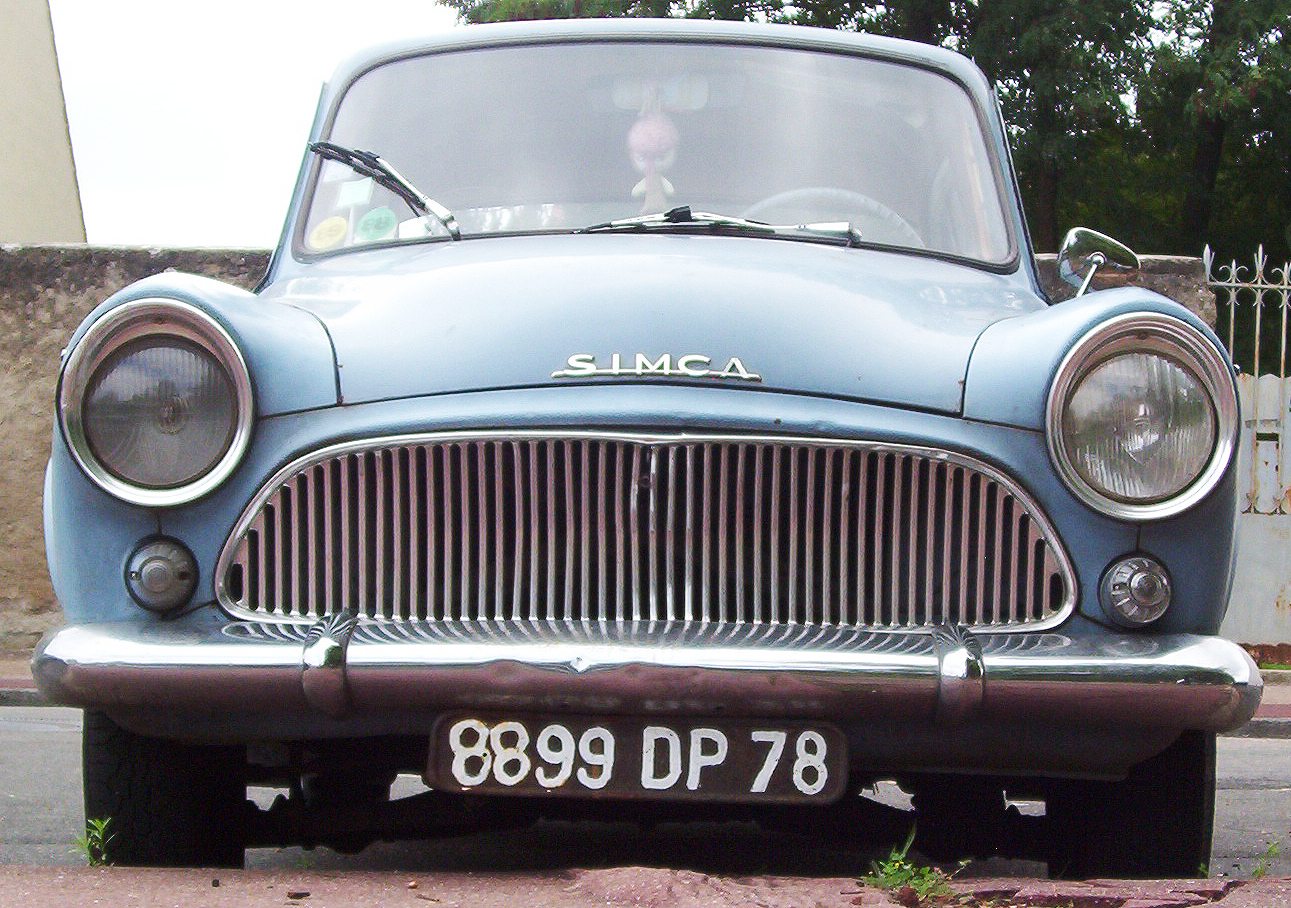
Simca Aronde P60.
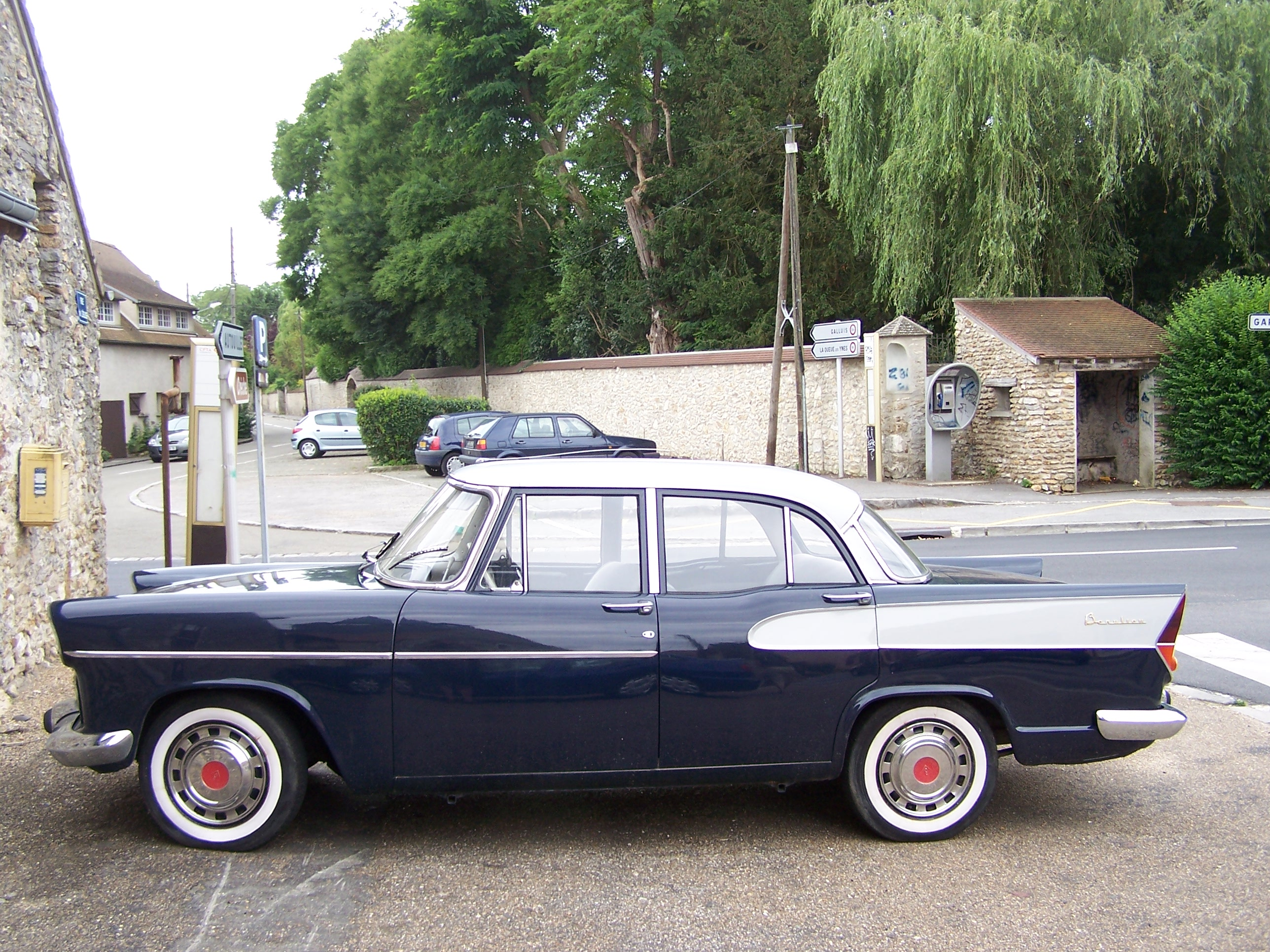
Simca Beaulieu.
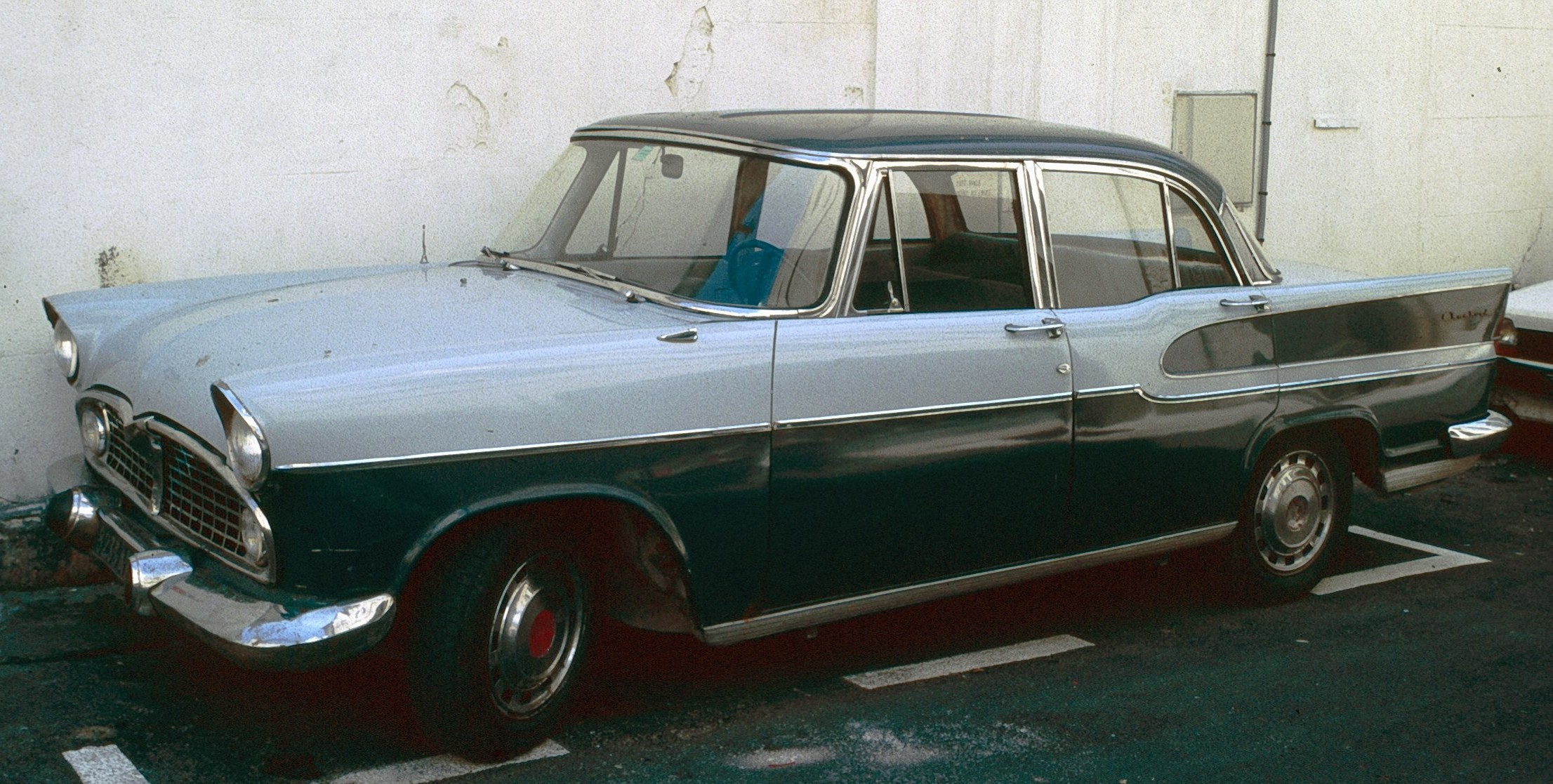
Simca Chambord.
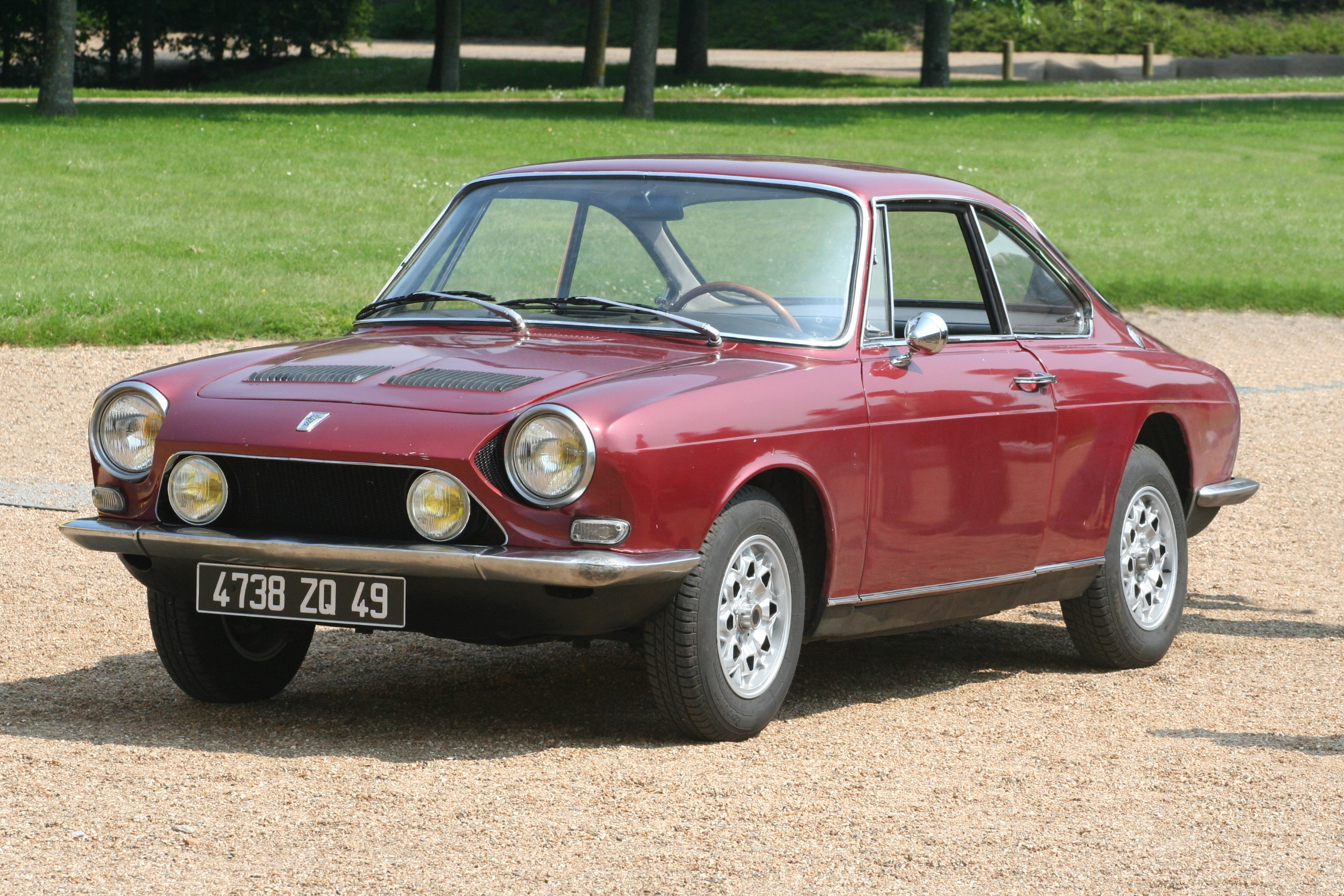
Simca 1200 S.

## Simca dans le monde

### Simca aux États-Unis
Simca a vendu des véhicules aux États-Unis dans les années 1960, mais n'a jamais réussi à s'implanter sur ce marché du fait de la puissance de l'industrie automobile nord-américaine et d'un positionnement inadéquat en termes de modèles proposés : Simca Aronde (1958-1962), Simca Ariane (1959), Simca 1000 (1962-1969, vendue sous le nom de Simca 1118) et Simca 1100 (1969-1971, vendue sous le nom de Simca 1204). Distribuées par le réseau Chrysler, aucune n'a atteint un niveau de vente significatif.

### Simca do Brasil

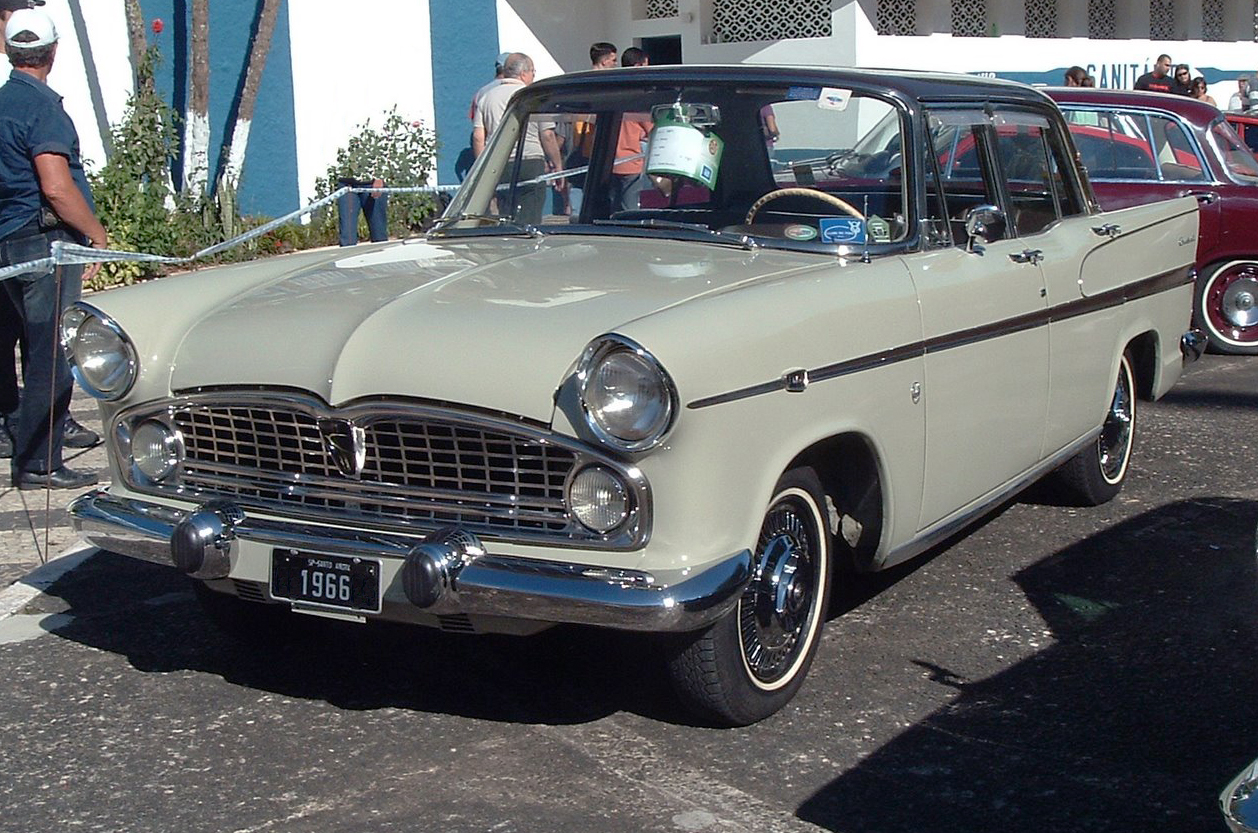
Simca Chambord Tufão (Brésil) de 1966.

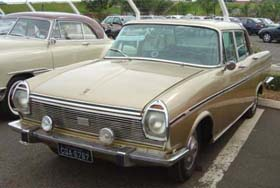
Simca Esplanada.

Après de très âpres négociations avec le gouvernement brésilien et son président Juscelino Kubitscek, Fiat se voit à nouveau refuser l'autorisation d'implanter une usine de production d'automobiles et de camions au Brésil, mais obtient un accord pour sa filiale française Simca.
Le 5 mai 1958, la société Societade Anõnima Industrial de Motores, Caminhões e Automoveis, plus connue sous le nom Simca do Brasil, est officiellement créée à Belo Horizonte, dans l'État de Minas Gerais.
Le premier modèle assemblé localement, et le plus fabriqué, sera la Chambord, à partir du mois de mars 1959. Les débuts furent très laborieux sur la chaine de montage, en raison du manque de formation de la main d'œuvre locale. Au total, ce sont à peine 50 833 automobiles qui seront produites dans l'usine brésilienne avant que la marque Simca ne soit rachetée en 1966 par Chrysler qui arrêtera tous les modèles français dès le mois d'août 1967 pour fabriquer des modèles Dodge, automobiles et camions.

## Chiffres de production au Brésil
| Année                | 1959 | 1960 | 1961 | 1962 | 1963 | 1964  | 1965 | 1966 | 1967 | 1968 | 1969 | total |
| -------------------- | ---- | ---- | ---- | ---- | ---- | ----- | ---- | ---- | ---- | ---- | ---- | ----- |
| Simca Vedette        | 0    | 0    |      | 0    | (16) |       |      |      |      |      |      |       |
| Simca Présidence     | 0    | 63   | 173  | 120  | 103  | 189   | 128  | 72   | 0    | 0    | 0    | 848   |
| Simca Chambord Tufão | 0    | 0    | 0    | 0    | 0    |       |      |      |      |      |      |       |
| Simca GTX            | 0    | 0    | 0    | 0    | 0    | 0     | 0    | 0    | 0    | 10   | 621  | 631   |
| Simca Emi-Sul        | 0    | 0    | 0    | 0    | 0    | 0     | 0    |      |      |      |      |       |
| Simca Rallye         | 0    | 0    | 0    | 449  | 592  | 1213  | 1141 | 597  | 0    | 0    | 0    | 3992  |
| Simca Alvorada       | 0    | 0    | 0    | 0    | 378  | 0     | 0    | 0    | 0    | 0    | 0    | 378   |
| Simca Jangada        | 0    | 0    | 0    | 215  | 1450 | 652   | 220  | 135  | 33   | 0    | 0    | 2705  |
| Simca Regente        | 0    | 0    | 0    | 0    | 0    | 0     | 0    | 0    | 1068 | 2212 | 1498 | 4778  |
| Simca Chambord       | 1217 | 3570 | 5641 | 6120 | 7042 | 9034  | 5647 | 4367 | 272  | 0    | 0    | 42910 |
| Simca Esplanada      | 0    | 0    | 0    | 0    | 0    | 0     | 0    | 116  | 2358 | 6342 | 3224 | 12040 |
| total                | 1217 | 3633 | 5814 | 6904 | 9565 | 11088 | 7136 | 5287 | 3731 | 8564 | 5343 | 68282 |

,

## Production en France
| Année | Simca 5 (Fiat 500 Topolino) | Simca 8 (Fiat 508C Balilla) | Simca 6 (Fiat 500 Topolino C) | Simca 9 Aronde | Vedette | Ariane  | 1000 & Coupe | 1100      | 1200 S | 1300/1301 | 1500/1501 | Chrysler 160/180 | Total     |
| ----- | --------------------------- | --------------------------- | ----------------------------- | -------------- | ------- | ------- | ------------ | --------- | ------ | --------- | --------- | ---------------- | --------- |
| 1936  | 7.282                       | -                           | -                             | -              | -       | -       | -            | -         | -      | -         | -         | -                | 7.282     |
| 1937  | 12.925                      | 318                         | -                             | -              | -       | -       | -            | -         | -      | -         | -         | -                | 13.243    |
| 1938  | 14.194                      | 6.739                       | -                             | -              | -       | -       | -            | -         | -      | -         | -         | -                | 20.933    |
| 1939  | 12.131                      | 7.680                       | -                             | -              | -       | -       | -            | -         | -      | -         | -         | -                | 19.811    |
| 1.940 | 3.604                       | 1911                        | -                             | -              | -       | -       | -            | -         | -      | -         | -         | -                | 5.515     |
| 1941  | 33.604                      | 1.911                       | -                             | -              | -       | -       | -            | -         | -      | -         | -         | -                | 7.094     |
| 1942  | 632                         | 2.217                       | -                             | -              | -       | -       | -            | -         | -      | -         | -         | -                | 2.849     |
| 1943  | 19                          | 122                         | -                             | -              | -       | -       | -            | -         | -      | -         | -         | -                | 141       |
| 1944  | 23                          | 180                         | -                             | -              | -       | -       | -            | -         | -      | -         | -         | -                | 203       |
| 1945  | 47                          | 65                          | -                             | -              | -       | -       | -            | -         | -      | -         | -         | -                | 112       |
| 1946  | 3.411                       | 4.832                       | -                             | -              | -       | -       | -            | -         | -      | -         | -         | -                | 8.243     |
| 1947  | 3.733                       | 8.053                       | 11                            | -              | -       | -       | -            | -         | -      | -         | -         | -                | 11.797    |
| 1948  | 3.901                       | 14.074                      | 191                           | -              | -       | -       | -            | -         | -      | -         | -         | -                | 18.166    |
| 1949  | 221                         | 15.580                      | 10.813                        | -              | -       | -       | -            | -         | -      | -         | -         | -                | 26.614    |
| 1950  | -                           | 26.258                      | 5.497                         | -              | -       | -       | -            | -         | -      | -         | -         | -                | 31.755    |
| 1951  | -                           | 20.568                      | -                             | 21.932         | -       | -       | -            | -         | -      | -         | -         | -                | 42.500    |
| 1952  | -                           | 27                          | -                             | 69.028         | -       | -       | -            | -         | -      | -         | -         | -                | 69.055    |
| 1953  | -                           | -                           | -                             | 61.567         | -       | -       | -            | -         | -      | -         | -         | -                | 61.567    |
| 1954  | -                           | -                           | -                             | 92.432         | -       | -       | -            | -         | -      | -         | -         | -                | 92.432    |
| 1955  | -                           | -                           | -                             | 115.646        | 42.349  | -       | -            | -         | -      | -         | -         | -                | 157.995   |
| 1956  | -                           | -                           | -                             | 133.105        | 44.836  | -       | -            | -         | -      | -         | -         | -                | 177.941   |
| 1957  | -                           | -                           | -                             | 138.064        | 17.875  | 14.703  | -            | -         | -      | -         | -         | -                | 170.642   |
| 1958  | -                           | -                           | -                             | 143.542        | 28.142  | 35.068  | -            | -         | -      | -         | -         | -                | 206.752   |
| 1959  | -                           | -                           | -                             | 194.553        | 15.966  | 24.852  | -            | -         | -      | -         | -         | -                | 235.371   |
| 1960  | -                           | -                           | -                             | 175.384        | 13.914  | 29.185  | -            | -         | -      | -         | -         | -                | 218.483   |
| 1961  | -                           | -                           | -                             | 164.297        | 3.813   | 33.733  | 9.670        | -         | -      | -         | -         | -                | 211.513   |
| 1962  | -                           | -                           | -                             | 84.236         | -       | 14.284  | 154.282      | -         | -      | -         | -         | -                | 252.802   |
| 1963  | -                           | -                           | -                             | 31522          | -       | 7.593   | 168.654      | -         | -      | 58.758    | 7.090     | -                | 273.617   |
| 1964  | -                           | -                           | -                             | 21             | -       | -       | 113.818      | -         | -      | 98.624    | 64.143    | -                | 276.606   |
| 1965  | -                           | -                           | -                             | -              | -       | -       | 118.655      | -         | -      | 64.118    | 54.713    | -                | 237.486   |
| 1966  | -                           | -                           | -                             | -              | -       | -       | 174.068      | -         | -      | 85.658    | 67.707    | -                | 327.433   |
| 1967  | -                           | -                           | -                             | -              | -       | -       | 115.397      | 24.729    | 2.352  | 78.125    | 55.279    | -                | 275.882   |
| 1968  | -                           | -                           | -                             | -              | -       | -       | 114.427      | 138.242   | 5.344  | 54.425    | 37.645    | -                | 350.083   |
| 1969  | -                           | -                           | -                             | -              | -       | -       | 146.321      | 146.095   | 3.257  | 45.693    | 46.910    | -                | 388.276   |
| 1970  | -                           | -                           | -                             | -              | -       | -       | 133540       | 142.014   | 2.852  | 75.732    | 30.337    | 18.395           | 402.870   |
| 1971  | -                           | -                           | -                             | -              | -       | -       | 122.933      | 197.201   | 936    | 90.518    | 9.420     | 63.259           | 484.267   |
| 1972  | -                           | -                           | -                             | -              | -       | -       | 131.595      | 260.835   | -      | 91.608    | 9.111     | 41.399           | 534.488   |
| 1973  | -                           | -                           | -                             | -              | -       | -       | 136.197      | 296.984   | -      | 88.252    | 15.687    | 50.999           | 588.119   |
| Total | 65.451                      | 112.390                     | 16.512                        | 1.425.329      | 166.895 | 159.418 | 1.639.557    | 1.206.100 | 14.741 | 831.511   | 398.042   | 173.992          | 6.209.938 |

Le graphique ci-dessous, montre l'évolution de la production de la marque Simca en France de 1936 à 1980. Les chiffres de production d'automobiles comprennent ceux sous les marques Simca-Fiat, Simca, Chrysler et Talbot.

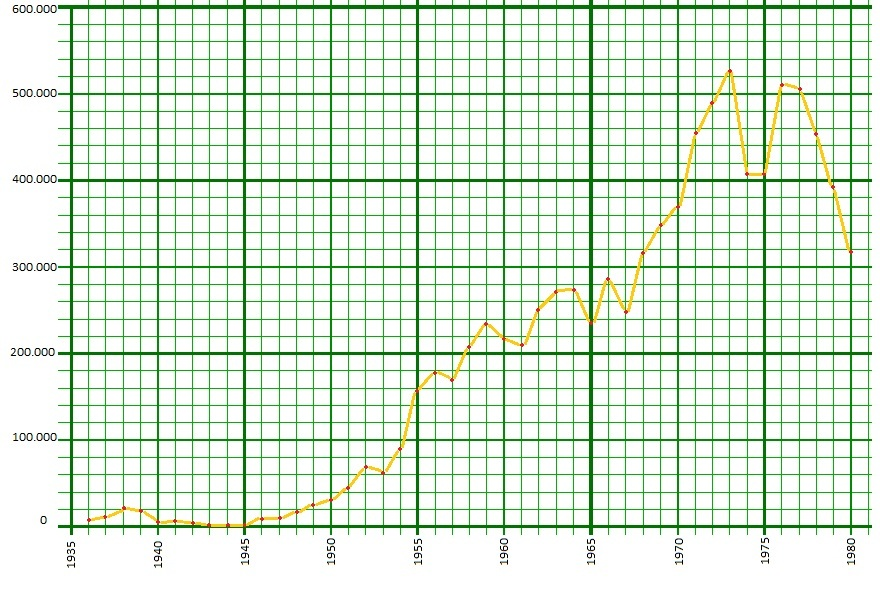

## Hommages et références
Dans le manga Air Gear de Oh!great, le personnage secondaire Simca, surnommé "l'hirondelle" semble faire référence à la marque automobile française qui utilisait également l'hirondelle en tant que symbole.